# 弥勒祐徳
弥勒 祐徳（みろく すけのり、1919年2月20日 - 2024年5月16日）は、宮崎県内で活動した日本の画家。西都市にて生まれ、在住も死没地も同市であった。珍しい名前だが、本名である。宮崎県立都農高等学校講師、宮崎県美術協会理事。息子はテレビ宮崎役員の弥勒猛。
精力的に活動を続け、350回を越える個展を開いた。自宅の近くに展示室『神楽館』を設けており、作品を見ることができるほか、アートカフェや美術館で作品展示を行った。主に神楽や桜をテーマにする画家として有名。代表作に、銀鏡神楽（しろみかぐら）で舞われた「山の神」を描いた百二十号の大作など。

## 略歴
- 1937年、宮崎県立妻中学校を卒業。
- 1938年、西都市立寒川小学校の代用教員となった後、1940年応召。南方戦線に従軍し、1944年、召集解除。
- 1944年から三納青年学校（のちの西都市立三納中学校）の助教諭となり英語を担当。
- 1947年、同校の美術部顧問となったのがきっかけで、本格的に絵を描き始めた。
- 1952年、宮日総合美術展で初入賞し宮日賞受賞。この年勤務する中学校で英語担当から美術担当になった。
- 1958年、宮崎県美術展に初入選し、1969年には最優秀賞を受賞した。以後、数々の賞を受賞し、1976年、同美術展無鑑査の資格を取得。
- 1978年、妻中学校の勤務を最後に定年を迎える。また、妻中学校の他にも宮崎大学教育学部非常勤講師、宮崎県立西都商業高等学校講師を務めた。
- 1983年、弥勒美術館『神楽館』をつくる。
- これまでに宮日総合美術展（宮崎日日新聞社主催）で計三回特選を獲得。
- 2005年、宮崎県美術展で「竜神の舞（打越かぐら）」を発表、絵画部門の大賞を受賞。
- 2007年5月に妻を亡くすが、その妻をモチーフにしクスノキを彫り上げて、仏像を完成させた[1]。
- 2021年、102歳の時点でなお画家として活動した[2][3]。
- 2024年5月16日、老衰のため西都市内で105歳で死去[4]。

## 受賞歴
- 1981年、西都市教育委員会教育奨励賞。
- 1989年、文部大臣地域芸術文化功労賞。
- 1991年、宮崎県民文化賞。
- 2005年、西都市民栄誉賞。
- 2008年、西日本文化賞。
- 2012年、西都市名誉市民となる。

## 人物
- 画家として生きている間に売れることを嫌い、地元で地道に活動を続けた。
- 地元では『弥勒先生』と呼ばれ有名。最晩年に至るまで精力的に作品を執筆・制作した。
- 最初「上手いか下手かよくわからないから」という理由で抽象画を描いていたが、ある日大きな蛾にゾッとし、「何かある」と無心に蛾を描き始め、これが、自分が感動したもの、「命」を描くという現在のスタイルの原点となった。
- ゴッホを尊敬し、自宅には自作のゴッホの彫刻がある。

## エピソード
- 東京での初個展では1枚の絵も売れなかった。
- スケッチが異常なほど速く、土呂久鉱害を記録・告発して有名になった写真家、芥川仁によると、一緒に銀鏡神楽を取材しているとき、芥川が次のシャッターを切るのよりも弥勒が画帳をめくるほうが速かったという。
- テレビ局のインタビュー取材をうけている最中、大きなスズメバチが飛来し、弥勒の顔に止まるというハプニングがあったが、「動かないほうがいい」と言って目を閉じ、じっとしてやりすごすことに成功したが、その直後再び同じスズメバチが飛来し、今度は目に向かって来たため、インタビューを中断するというハプニングがあった。そのハプニングがあり、みのもんたが司会の衝撃映像の特番に呼ばれたことがある。

## 著書
- 西都風土記 （鉱脈社出版）
- 木喰は生きている -上人の足跡を訪ねて- （1991年8月・鉱脈社）
- 曼陀羅の記 絵に生きる・弥勒祐徳自伝（1993年7月・鉱脈社）
- 神楽を描く 宮崎神楽紀行（1994年6月・鉱脈社）
- 神楽を描く 続（1998年2月・鉱脈社）
- 木喰さん （2008年・石風社） ISBN 4883441598

など

### 関連書籍
- 小伝 弥勒先生 （2006年2月2日発行・西日本新聞社／井口幸久著、2003年6月から2004年10月まで西日本新聞宮崎版に連載された『描いて描いて60年　画家・弥勒祐徳』を再構成し出版された） ISBN 4816706704